# Hof van Putten (landgoed)
Hof van Putten is van oorsprong een vakantieoord (vanouds genaamd Dennenhof) uit de 19e eeuw in Putten in de Nederlandse provincie Gelderland.

## Geschiedenis

### Familiehotel
In 1883 stichtte de toenmalige Bouw- en Hotelmaatschappij Putten een familiehotel op deze plek. In 1884 werd het hotel geopend door de heer A. Schimmel, hoteleigenaar in Amersfoort. Het familiehotel werd tot 1886 geëxploiteerd door de heer H.A. Molenaar waarna de familie Schimmel de exploitatie voortzette en het hotel korte tijd later kocht van de Bouw- en Hotelmaatschappij Putten. Na het overlijden van de heer Schimmel heeft mevrouw Schimmel de exploitatie nog voortgezet tot 1899.

### Sanatorium
De geneesheren Haentjes uit Putten en Huykman uit Elspeet kochten het hotel op 31 augustus 1899 en vestigden er op 1 januari 1900 het eerste sanatorium voor mensen met een chronische longaandoening in Nederland en noemden het "Dennenhof". Dennenhof werd ingezet om de zieke mensen te laten kuren. Bedrust, schone Veluwse boslucht en gezonde voeding waren de belangrijkste kuurmiddelen. In 1928 werd het sanatorium opgeheven en het gebouw werd verkocht aan het Christelijk Nationaal Vakverbond (CNV) en geschikt gemaakt als vakantie-, verpleeg-, en conferentieoord.

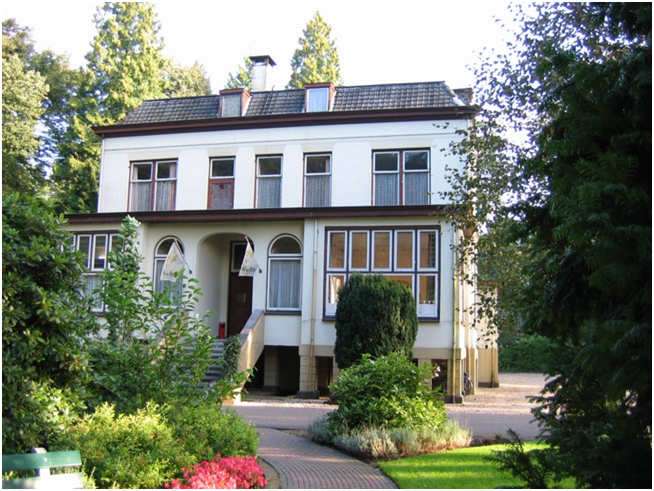
Hof van Putten 2006

### Noodsanatorium
In 1945, bij de bevrijding, werden alle gebouwen gevorderd door het militair gezag en er werd een noodsanatorium voor oorlogsslachtoffers in gevestigd. Een jaar later kon het noodsanatorium worden opgeheven en kwam het weer in handen van het CNV en werd het weer een vakantie- en conferentieoord.

### Uitbreiding
In 1989 kwam het tot een uitbreiding. Er werden tweepersoonskamers gebouwd. In 1990 werd de nieuwbouw geopend door burgemeester Berkhout. Het CNV sloot in 1998 het vakantie- en conferentiecentrum. Het geheel werd in 1999 verkocht aan de heer O. van der Wal en hij besloot het vakantie- en conferentiecentrum voort te zetten. Hoewel er jaarlijks nog velen christelijke senioren-themavakanties werden georganiseerd, begon de doelgroep zich langzaam uit te breiden.   

### Nieuwbouw
In 2006 werd er begonnen met nieuwbouw. Er werden 24 suites, een ruime lichte receptie omgeven door glas, een grand café en diverse grote lichte feest-/vergaderzalen gebouwd. In 2014 opende Van der Wal een restaurant op het terrein van Hof van Putten.